# Gustavo Kuerten
Gustavo Kuerten (født 10. september 1976 i Florianópolis, Santa Catarina) er en professionel tennisspiller fra Brasilien. Han er kendt som under kælenavnet "Guga", som er en forkortelse for fornavnet Gustavo. Kuerten vandt tre Grand Slam-titler igennem sin karriere, alle i French Open. Da han i 1997 vandt French Open var det ikke bare hans første ATP-sejr overhovedet, det var også hans første ATP-finale. Kuerten var den første brasilianer til at vinde en Grand Slam-titel siden Maria Bueno vandt US Open i damesingle i 1966. I år 2000 var Kuerten rangeret som nr. 1 i verden. Kuerten vandt 20 titler i sin karriere i single og 8 i double.

## Grand Slam
| År   | Turnering   | Finalemodstander | Land    | Resultat               |
| ---- | ----------- | ---------------- | ------- | ---------------------- |
| 1997 | French Open | Sergi Bruguera   | Spanien | 6-3, 6-4, 6-2          |
| 2000 | French Open | Magnus Norman    | Sverige | 6-2, 6-3, 2-6, 7-6 (6) |
| 2001 | French Open | Alex Corretja    | Spanien | 6-7 (3), 7-5, 6-2, 6-0 |